# Хартман, Хак
Пьер «Хак» Хартман (англ. Pierre "Huck" Hartman; 1921, Нью-Кенсингтон, штат Пенсильвания, США — 26 марта 1946, Шарон, штат Пенсильвания, США) — американский профессиональный баскетболист, чья спортивная карьера внезапно оборвалась из-за преждевременной смерти.

## Ранние годы
Хак Хартман родился в 1921 году в городе Нью-Кенсингтон (штат Пенсильвания), учился там же в одноимённой школе, в которой играл за местную баскетбольную команду. В 1941 году окончил Колледж Вашингтона и Джефферсона, где в течение двух лет играл за команду «Вашингтон и Джефферсон Президентс». При Хартмане «Президентс» ни разу не выигрывали регулярный чемпионат Восточной университетской спортивной конференции, а также ни разу не выходили в плей-офф студенческого чемпионата США.

## Профессиональная карьера
Играл на позиции центрового. В 1944 году Хак Хартман заключил соглашение с командой «Питтсбург Рейдерс», выступавшей в Национальной баскетбольной лиге (НБЛ). Позже выступал за команду «Янгстаун Бирс» (НБЛ). Всего в НБЛ провёл 2 сезона. Хартман один раз включался во 2-ю сборную всех звёзд НБЛ (1945). Всего за карьеру в НБЛ Хак сыграл 56 игр, в которых набрал 524 очка (в среднем 9,4 за игру). Помимо этого Хартман в составе «Райдерс» и «Бирс» два раза участвовал во Всемирном профессиональном баскетбольном турнире, но без особого успеха.

## Смерть
Хак Хартман скоропостижно скончался от пневмонии во вторник, 26 марта 1946 года, на 25-м году жизни в городе Шарон (штат Пенсильвания).